# Materia międzygwiazdowa
Materia międzygwiazdowa – materia rozproszona w przestrzeni międzygwiazdowej. Jest to materia pierwotna galaktyki, ale w sposób ciągły wzbogacana przez materię traconą przez gwiazdy w wyniku powolnego wypływu bądź eksplozji znacznej części materii gwiazdy (np. jak w przypadku nowej lub gwiazd supernowych). Utrata materii przez gwiazdę jest jednoznaczna ze zwrotem materii do ośrodka międzygwiazdowego, z której wcześniej powstała gwiazda. Jednak skład chemiczny wyrzucanej materii różni się od pierwotnego składu materii, z której powstała gwiazda, ponieważ część tej materii brała udział w procesach jądrowych. Skutkiem jest stałe wzbogacanie materii międzygwiazdowej w galaktyce w produkty wewnątrzgwiezdnych reakcji jądrowych.
W naszej Galaktyce materia międzygwiazdowa występuje w cienkiej warstwie o grubości ok. 300 pc wokół płaszczyzny Galaktyki; składa się głównie z gazu (99%) i w niewielkim stopniu z pyłu (1%). W okolicy Słońca średnia gęstość materii międzygwiazdowej wynosi ok. 1 atom/cm3. Materia międzygwiazdowa skupia się w wyraźnie zarysowanych ramionach spiralnych Galaktyki. Tam jej średnia gęstość wynosi 10 atomów/cm3. Występuje ona przede wszystkim w formie obłoków, których rozmiary wahają się w granicach od kilku do kilkudziesięciu parseków. Głównym składnikiem materii międzygwiazdowej jest wodór (ok. 90%), prócz niego zawiera hel (ok. 10%) oraz niewielkie ilości cięższych pierwiastków.
Obłok materii międzygwiazdowej spełniający tzw. kryterium Jeansa może kurczyć się pod wpływem własnego przyciągania grawitacyjnego i utworzyć gwiazdę. Kryterium to określa minimalną masę, jaką musi mieć obłok materii międzygwiazdowej, aby było to możliwe.
Tylko najmasywniejsze obłoki spełniają kryterium Jeansa, więc tylko one mogą brać udział w procesie tworzenia się gwiazd. Zjawiska prowadzące do powstania masywnych obłoków są pierwszym ogniwem w procesie powstawania gwiazd.
W okolicy gorących gwiazd wczesnych typów widmowych (O i B) tworzą się obszary wodoru zjonizowanego (HII), tzw. strefy Strömgrena.